# شرکت داده‌پردازی ایران
شرکت داده‌پردازی ایران، یک شرکت ایرانی فعال در زمینهٔ رایانه است که از سال ۱۳۳۳ فعال بوده و اکنون دارای رتبه نخست شرکت‌های رایانه‌ای ایران، می‌باشد.

## تاریخچه
شرکت داده‌پردازی ایران در سال ۱۳۳۳ فعالیت خود را به عنوان شعبه‌ای از شرکت آمریکایی آی‌بی‌ام و تحت نام آی‌بی‌ام ایران، آغاز کرد و برای اولین پروژه، دستگاه‌های کارت خوان را برای پردازش و ذخیره اطلاعات نخستین سرشماری عمومی نفوس و مسکن ایران در سال ۱۳۳۵ به‌کار گرفت.
پس از آن به دلیل فراگیر شدن کاربرد رایانه در محاسبات و ذخیره‌سازی اطلاعات، دامنه فعالیت‌های این شرکت توسعه یافت و تا سال‌های ۵۶ و ۵۷، با به‌کارگیری چهارصد نیروی متخصص، به‌طور تقریباً انحصاری، تمامی فعالیت‌های پردازش و محاسبات الکترونیک در مراکز مهم کشور، که نیاز به رایانه در آن‌ها احساس می‌شد را، پشتیبانی می‌کرد.
پس از انقلاب ۵۷ این شعبه از آی‌بی‌ام با واگذاری تمامی امکانات و تجهیزات همراه با حفظ نام تجاری، به عنوان شرکت آی‌بی‌ام سابق به فعالیت‌های خود ادامه داد. در سال ۱۳۶۳ سازمان برنامه و بودجه شرکتی با عنوان داده پردازی ایران را به ثبت رساند و تمامی حقوق مادی و معنوی شرکت سابق را به این شرکت منتقل کرد.

## حضور در بورس
در سال ۱۳۷۹ بخشی از سهام این شرکت دولتی، در برابر تعهدات دولت ایران، به صندوق بازنشستگی کشوری به این صندوق واگذار شد و این شرکت به عنوان سیصد و هشتمین شرکت بورسی کشور، در گروه رایانه و فعالیت‌های وابسته به آن، شناسایی شده و معاملات سهام آن، از طریق کارگزاران سازمان بورس اوراق بهادار تهران انجام گرفت.
در سال ۱۳۸۱ شرکت ملی انفورماتیک ایران بخش عمده سهام شرکت را از صندوق بازنشستگی خرید، که از آن پس، به عنوان سهامدار عمده این شرکت، شناخته می‌شود.
در سال ۱۳۹۳ شرکت ملی انفورماتیک عمده سهام خود را به بانک رفاه کارگران واگذار کرد. هم‌اکنون، بانک رفاه کارگران با ۵۳ درصد و مجتمع اقتصادی کمیته امداد امام خمینی (ره) با ۲۵٫۰۵ درصد کل سهام، به عنوان سهامداران عمده شناخته می‌شوند.

## حوزه فعالیت
- عرضه محصولات و خدمات رایانه‌ای در زمینه رایانه‌های بزرگ (Mini, Main)، شبکه ارتباطی (سخت‌افزار و نرم‌افزار)
- ارائه راه حل‌های جامع در زمینه طرح‌های انفورماتیک و فناوری اطلاعات
- ارائه خدمات مشاوره مدیریتی در زمینه نظام‌های اطلاعاتی و مشاوره و نظارت براجرای طرح‌های انفورماتیکی
- ارایه، نصب و پشتیبانی نرم‌افزارهای خارجی
- طراحی، ایجاد، پیاده‌سازی و پشتیبانی از سیستم‌های کاربردی براساس محصول سازی و نیز سفارش مشتری
- ارائه خدمات آموزشی در تمامی زمینه‌های مرتبط با فناوری اطلاعات
- طراحی، ایجاد، پیاده‌سازی و پشتیبانی شبکه‌های گسترده با استفاده از فناوری جدید
- ارائه خدمات پشتیبانی (نرم‌افزار و سخت‌افزار)
- طراحی، ساخت، اداره و پشتیبانی مراکز بزرگ داده اینترنتی (IDC)
- ارائه خدمات شبکه‌های اطلاع‌رسانی (Providers)
- ارائه خدمات مراکز داده اینترنتی بر اساس پروانه دریافتی از وزارت ارتباطات و فناوری اطلاعات

## مرکز آموزش عالی
در سال ۱۳۷۱ مرکز آموزش عالی شرکت داده‌پردازی ایران، آغاز به فعالیت نمود و از سال ۱۳۷۳ با اخذ مجوز از وزارت علوم، تحقیقات و فناوری اقدام به پذیرش دانشجو از طریق آزمون سراسری سازمان سنجش آموزش کشور پرداخت.
هم‌اکنون این مرکز آموزشی در رشته‌های مخابرات، فناوری اطلاعات و ارتباطات (IT)، نرم‌افزار، سخت‌افزار، ارتباطات و فناوری اطلاعات (ICT) در مقاطع کاردانی (ترمی و پودمانی) و کارشناسی (ترمی) در حال فعالیت و پذیرش دانشجو است.

## موقعیت کنونی
این شرکت در سال‌های ۱۳۷۵ تا ۱۳۸۴ همواره رتبه اول شورای عالی انفورماتیک کشور را کسب نموده است و از آن سال به بعد، که شورای عالی انفورماتیک (و پس از انحلال این شورا، نظام رتبه‌بندی انفورماتیکی سازمان برنامه و بودجه) شرکت‌ها را بر اساس ریز فعالیت‌هایشان رتبه‌بندی کرد، این شرکت از نظر ارائه و پشتیبانی سخت‌افزاری Main Frame، ارائه و پشتیبانی نرم‌افزارهای خارجی (SE) و شبکه داده‌ها، رتبه اول را در همه سال‌ها و از نظر بقیه فعالیت‌ها رتبه اول تا سوم را کسب کرده است.